# Kunngi
Frederik "Kunngi" Kristensen (født 20. juli 1952 i Uummannaq, død 5. november 2021) var en grønlandsk billedkunstner, digter og musiker.
Kunngi var uddannet ved Det Grafiske Værksted i Nuuk, i dag Grønlands Kunstskole,Kunstskolen 1975-77, og var gæstestuderende ved Kunstakademiet i København 1977 og 78. Kunngi er kendt som Grønlands første nonfigurative maler. Han arbejdede med firkanten, som han vred og vendte, og med mødet mellem store, rene farveflader. Som han skrev i et digt, der godt kunne været hans poetik: "Kunstnere/ gengiver ikke kun/ det sete, / men synliggør det."
Kunngi lavede grønlandske julemærker og illustrerede bøger. Han udførte udsmykningsopgaver i Nuuk. Som forfatter og musiker udgav han udgivet både romaner, digtesamlinger og CD´er.
Kunngi er repræsenteret med tre malerier på Nuuk Kunstmuseum

## Udgivelser og værker
- 1992 Inunni uannut qaninnerpaaq, Atuakkiorfik
- 1994 CD - Samma Samma Paffa Paffa
- 1996 Sila (antologi), (red. Aqqaluk Lynge)Atuagkat og Grønlands Forfatterforening
- 2000 Nipit Inuit Nunaannit (antologi)
- 2002 CD - Inequnaq
- 2005 Iluliamernit - Is-skodser - Chunks of ice, Forlaget Atuagkat
- 2007 Ippassaq Ullumeqarani Aqagu, Forlaget Atuagkat
- 2010 Qaammatigivissuarmi, Forlaget Atuagkat
- 2011 CD - Maaninunanni,ULOKarsten Sommer [3]
- 2012 Soqutiginartut, Forlaget Atuagkat
- 2013 Puttarsivik, (dansk usdgave: Urettens værksted), Forlaget Atuagkat
- 2016 Allaata allaqataa,Forlaget Atuagkat

## Udvalgte udstillinger
- 1975 Det grafiske værksted, Nuuk (gruppeudstilling)
- 1992 Uummannaq Museum, Uummannaq
- 2010 Nuuk Kunstmuseum, Nuuk
- 2010 Katuaq, Nuuk (gruppeudstilling)
- 2011 Realiseringer, Nordatlantens Brygge, København. Vandreudstilling, der gik videre til de grønlandske huse i Kbh, Odense, Aarhus
- 2013 Taseralik, Sisimiut
- 2013 Ilimmarfik, Nuuk
- 2015 Qaqortoq Museum, Qaqortoq
- 2015 Katuaq, Nuuk (gruppeudstilling)
- 2017 Katuaq, Nuuk
- 2018 Kunngi - Eqqumiitsulioriaaseq/Teknik i kunsten, Nuuk Kunstmuseum